# Juan Verduzco
Juan Verduzco (Mexikóváros, 1944. január 28. – 2024. március 4.) mexikói színész és komikus.

## Élete
Karrierjét 1974-ben kezdte a Mundo de juguete című telenovellában. 2008-ban Saúl Higareda szerepét játszotta az Alma de Hierróban Blanca Guerra, Alejandro Camacho és Zuria Vega mellett. 2013-ban Elías Carranza szerepét játszotta a Por siempre mi amor című sorozatban.

## Filmográfia

### Telenovellák
- A macska (La gata) (2014) – Agustín Martínez Negrete
- Por siempre mi amor (2013-2014) – Dr. Elías Carranza
- Maricruz (Corazón indomable) (2013) – Abelardo
- Rabok és szeretők (Amores verdaderos) (2012-2013) – Doctor Montaño
- Cachito de cielo (2012) – Marcel
- Una familia con suerte (2011)- Julio Treviño
- Para volver a amar (2010-2011) – Enrique Pimentel
- Atrévete a soñar (2009-2010) – Adolfo Lanfontaine
- Alma de Hierro (2008-2009) – Saúl Higareda
- Amor sin maquillaje (2007)
- Lety, a csúnya lány (La fea más bella) (2006-2007) – Padre
- Amy, la niña de la mochila azul (2004) – Román
- Bajo la misma piel (2003-2004) – Aurelio Acosta
- La culpa (1996-1997) – Director Sandoval, Universidad
- Pobre niña rica (1995-1996) – Manuel Ferreti
- María José (1995) – Horacio
- Mi segunda madre (1989) – Marcelo
- Rosa salvaje (1987-1988) – Sr. Ramos
- La fiera (1983-1984) – Marín
- Dejame vivir (1982) – Quino
- Caminemos (1980-1981) – Bruno
- Sandra y Paulina (1980) – Rubén
- Gotita de gente (1978-1979) – Eugenio
- Mundo de juguete (1974) – Ginecólogo

### Filmek
- Cándido de día, Pérez de noche (1992) – Padre Camilo Pérez
- Cándido Pérez, especialista en señoras (1991)
- Narco terror (1985) – Morris
- El sinvergüenza (1984)
- El pequeño Robin Hood (1975)

### Sorozatok
- Como dice el dicho (2013) – Moravia
- Adictos (2012) – Saldaña
- La familia P. Luche (2002-2004/2007/2011) – Don Camerino
- Vecinos (2005-2007) – Comandante / Señor Olvera
- Par de ases (2005)
- Hospital el paisa (2004)
- Humor... es los comediantes (2000-2001)
- Dr. Cándido Pérez (1987-1993) – Padre Camilo